# Белогривский сельский совет (Кролевецкий район)
Белогривский сельский совет (укр. Білогривська сільська рада) — входит в состав
Кролевецкого района
Сумской области
Украины.
Административный центр сельского совета находится в 
с. Белогривое
.

## Населённые пункты совета
- с. Белогривое
- пос. Луч
- с. Медведево
- с. Пасека
- с. Перемога
- с. Сажалки
- с. Крещатик
- с. Шлях

## Ликвидированные населённые пункты совета
- с. Бошевка